# Kjella
Der Kjella (norwegisch für Alte Frau) ist ein Berg der Sør Rondane im ostantarktischen Königin-Maud-Land. Er ragt an der Ostflanke des Mjellbreen auf.
Wissenschaftler des Norwegischen Polarinstituts benannten ihn 1988.